# نظام تيرنر للبث العالم العربي
نظام تيرنر للبث العالم العربي هو واحد من فروع تيرنر الدولية. يقع مقرها الرئيسي في دبي، الإمارات العربية المتحدة. افتتحت الشركة مكتبها في عام 2010 للاحتفال بتدشين كرتون نتورك (العالم العربي).

## القنوات
- كرتون نتورك (العالم العربي)
- بوميرانغ (العالم العربي)

## الروابط الخارجية
- تيرنر أوروبا
- تيرنر الابتكارات وسائل الإعلام
- كرتون نتورك (العالم العربي)